# Erigavo
Erigavo (somali : Ceerigaabo, en arabe: عيرجابو) est la capitale et la plus grande ville de la région de Sanaag, dans le Nord-Est du Somalia. La ville accueille le siège de la Sanaag University of Science and Technology (en) ainsi qu'un site de l’East African University (en), deux hôpitaux et un aéroport. Elle est située à proximité du Mont Shimbiris, la plus haute montagne de la Somalie.  